# 左營號驅逐艦
左營號（舷號：DDG-1803）是一艘中華民國海軍服役中的基隆級驱逐舰，隸屬於，隸屬海軍一六八艦隊的二五一戰隊，駐紮於海軍中正基地。

## 艦史

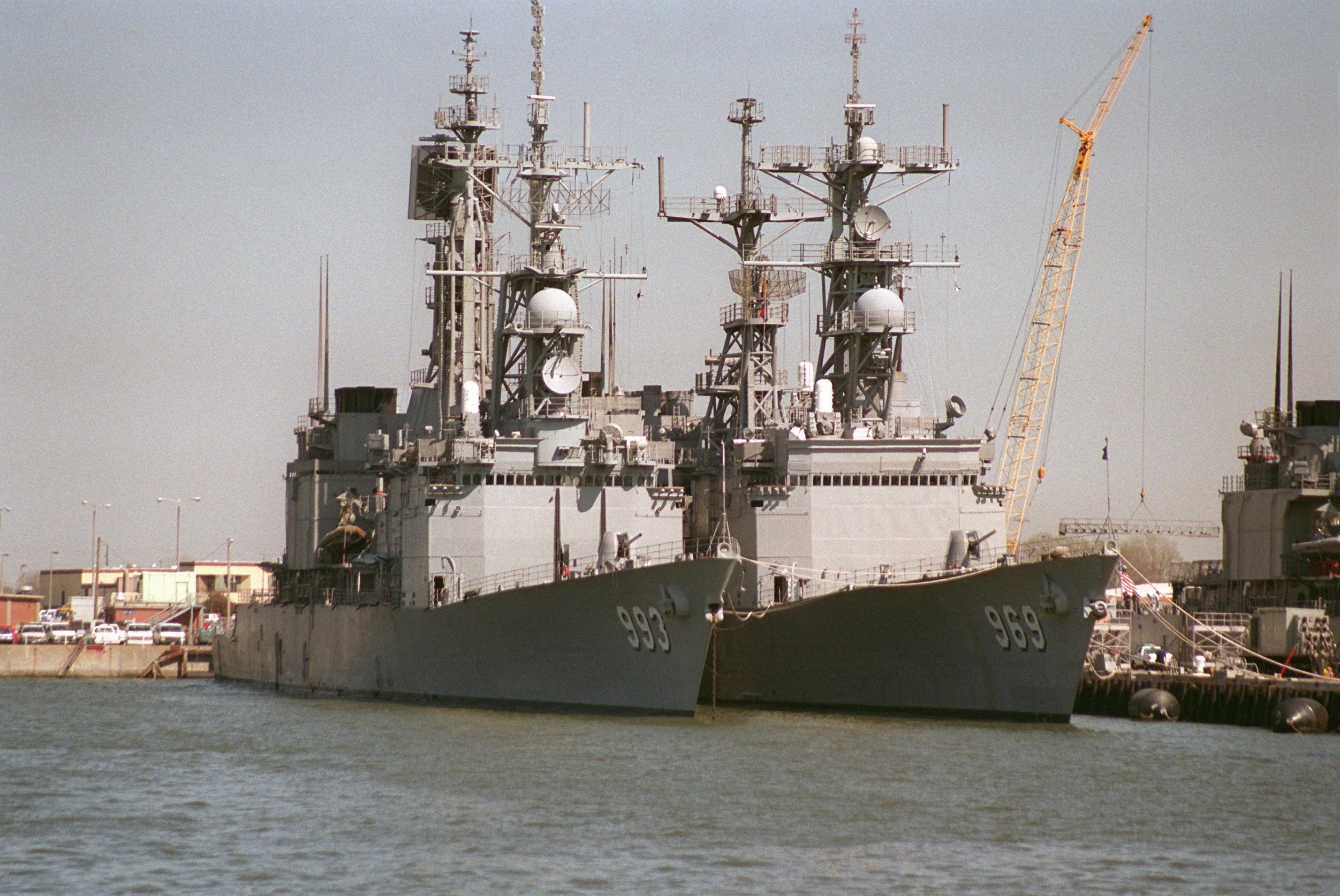
左營號的前身－美國海軍紀德號驅逐艦 (DDG-993)（圖左）和史普魯恩斯級彼得森號驅逐艦 (DD-969)（USS Peterson DD-969）一同停泊在諾福克海軍基地碼頭北側。由於紀德級是史普魯恩斯級的改良艦，兩級船隻擁有極為相似的外觀，僅能就MK-26雙臂飛彈發射器的有無判斷其艦級。

成軍於2006年11月1日的左營號在建造之初原本是美國預備出售給伊朗海軍的居魯士號（Kouroush），但因伊朗革命後美伊交惡，新艦完成後改由美國海軍接收，原為1981年服役的紀德級一號艦紀德號（USS Kidd DDG-993）。紀德號在美國海軍服役至1998年退役封存。2001年中華民國海軍成立「光華七號計畫」，自美國購買了四艘紀德級驅逐艦，其中原名紀德號的左營號雖然原本是紀德級的一號艦，但因交抵台灣方面的時程較晚，反而成為基隆級三號艦（一號艦基隆號原本是紀德級三號艦斯科特號）。
2022年8月6日至9日，本艦近距離監控在台灣東部外海進行聯合軍事演習的解放軍南京號飛彈驅逐艦。
2025年3月19日，國防部公布同月18日本艦執行監控共軍052C長春號的照片。